# Окума Кійосі
Кійосі Окума (яп. 大熊 清, нар. 21 червня 1964, Сайтама) — японський футболіст, що грав на позиції . По завершенні ігрової кар'єри — тренер.

## Ігрова кар'єра
Народився 21 червня 1964 року в місті Сайтама.
У дорослому футболі дебютував 1987 року виступами за команду клубу «Токіо Газ», кольори якої і захищав протягом усієї своєї кар'єри гравця, що тривала сім років. 

## Кар'єра тренера
Розпочав тренерську кар'єру невдовзі по завершенні кар'єри гравця, 1995 року, очоливши тренерський штаб свого клубу «Токіо Газ», який з 1999 року був відомий під назвою просто «Токіо».
2002 року став головним тренером молодіжної збірної Японії, яку тренував три роки. Зокрема керував діями команди на молодіжних чемпіонатах світу 2003 і 2005 років.
Протягом 2010–2012 років знову працював з «Токіо», а в 2014 тренував команду «Омія Ардія».
Наразі останнім місцем тренерської роботи був клуб «Сересо Осака», головним тренером команди якого Кійосі Окума був з 2015 по 2016 рік.

## Титули і досягнення
- Володар Кубка Імператора (1):

«Токіо»: 2011